# CRB1
CRB1 (англ. Crumbs homolog 1 (Drosophila)) — белок человека, в высокой степени гомологичный белку дрозофилы crumbs. CRB1 обнаруживается во внутренних сегментах фоторецепторов млекопитающих. Описаны разные варианты белка, порождённые альтернативным сплайсингом.
У дрозофилы, crumbs локализован в стебельке фоторецепторов и может контролировать нормальное развитие полярности при построении глаза.

## Медицинское значение
Мутации гена ассоциированы с тяжёлой формой пигментной дегенерации сетчатки (RP12) и с наследственным амаврозом Лебера. По данным одного небольшого исследования, мутации гена CRB1 ассоциированы с возникновением кератоконуса у лиц, уже страдающих от амавроза Лебера.